# Антистеплер

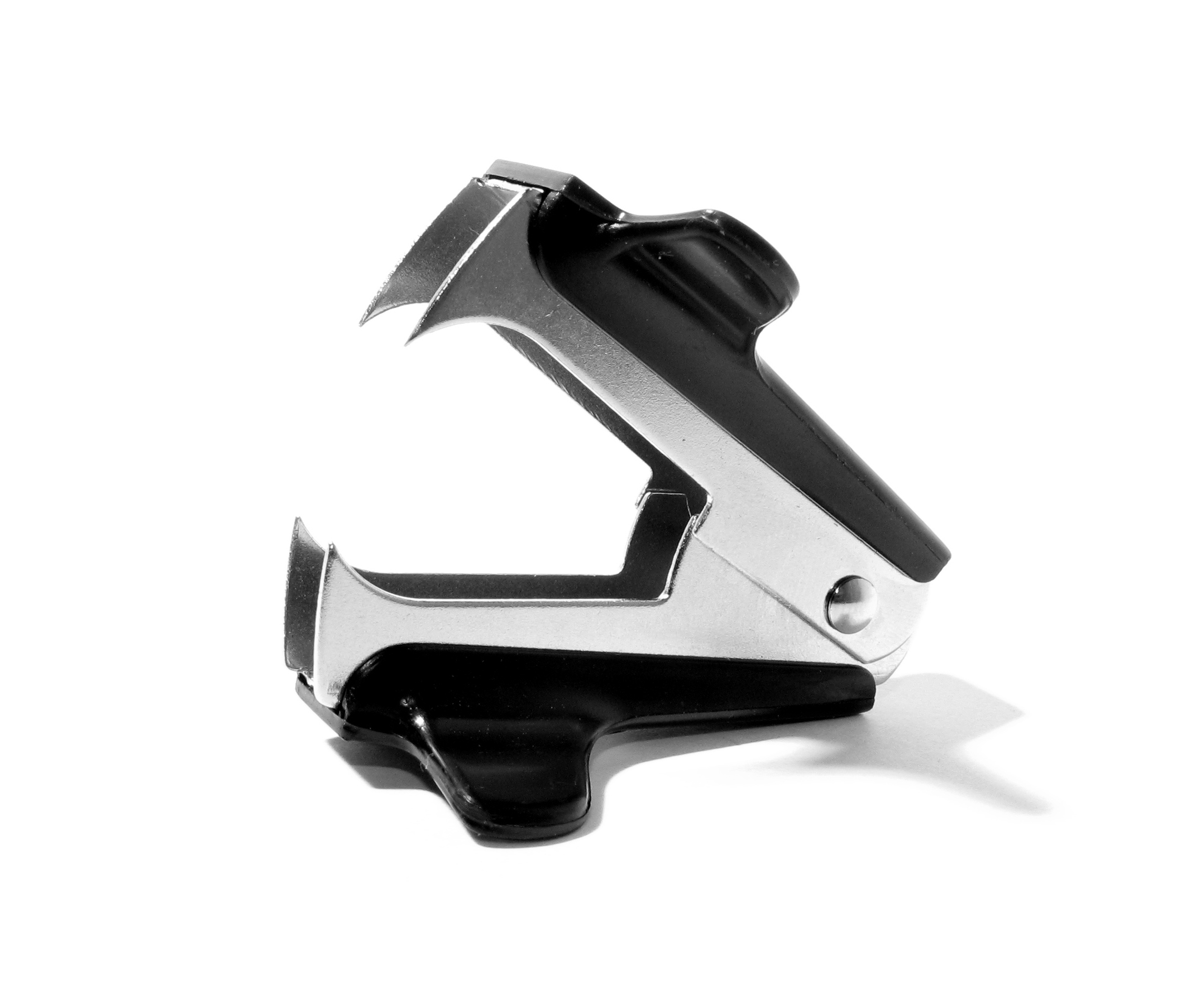
Антистеплер

Антисте́плер — пристрій для витягування скоб від степлера. Пристрій складається з двох протистоячих клинів на осі. Для зручності між ними розташована пружина, що повертає антистеплер у вихідне положення.

## Використання
Скріпки рекомендується видаляти з боку закруглених країв скріпки на оборотній стороні паперу, а не вставляючи клини антистеплера між папером і плоскою (верхньою) стороною скріпки.

## Історія
Існував і раніше, можливо на початку XX століття в менш елегантній формі, винайдений Уїльямом Р. Панконіном, Чикаго. Сучасний пристрій був запатентований Джозефом А. Фоїтл, Канзас. Патент був поданий 28 травня 1969 року. Патент (№ 3 630 486) виданий 28 грудня 1971 року.